# Caupolicana yarrowi
Caupolicana yarrowi is een vliesvleugelig insect uit de familie Colletidae. De wetenschappelijke naam van de soort is voor het eerst geldig gepubliceerd in 1875 door Cresson.